# Töw-Aimag
Töw-Aimag este un aimag, (provincie) în Mongolia.

## Personalități născute aici
- Dashdorjiin Natsagdorj (1906 - 1937), scriitor.